# Liste der Baudenkmale in Oldenburg (Oldb) – Weskampstraße
In der Liste der Baudenkmale in Oldenburg (Oldb) – Weskampstraße stehen alle Baudenkmale der Weskampstraße in Oldenburg (Oldb).  Die Quelle der IDs und der Beschreibungen ist der Denkmalatlas Niedersachsen.
Der Stand der Liste ist das Jahr 2022.

## Allgemein
In den Spalten befinden sich folgende Informationen:
- Lage: die Adresse des Baudenkmales und die geographischen Koordinaten. Kartenansicht, um Koordinaten zu setzen. In der Kartenansicht sind Baudenkmale ohne Koordinaten mit einem roten Marker dargestellt und können in der Karte gesetzt werden. Baudenkmale ohne Bild sind mit einem blauen Marker gekennzeichnet, Baudenkmale mit Bild mit einem grünen Marker.
- Bezeichnung: Bezeichnung des Baudenkmales
- Beschreibung: die Beschreibung des Baudenkmales. Unter § 3 Abs. 2 NDSchG werden Einzeldenkmale und unter § 3 Abs. 3 NDSchG Gruppen baulicher Anlagen und deren Bestandteile ausgewiesen.
- ID: die Objekt-ID des Baudenkmales
- Bild: ein Bild des Baudenkmales, ggf. zusätzlich mit einem Link zu weiteren Fotos des Baudenkmals im Medienarchiv Wikimedia Commons. Wenn man auf das Kamerasymbol klickt, können Fotos zu Baudenkmalen aus dieser Liste hochgeladen werden:

Zurück zur Hauptliste
| Lage                                        | Bezeichnung               | Beschreibung | ID       | Bild |
| ------------------------------------------- | ------------------------- | --- | -------- | ---- |
| Weskampstraße 4 53° 9′ 3″ N, 8° 12′ 43″ O   | Wohnhaus                  | 1905 errichtetes Giebelhaus mit vierachsiger Fassade unter Satteldach. Fassadengliederung mit umlaufendem Gurtgesims, profilierten Fensterrahmungen, Betonung der mittleren Fenster im Obergeschoss durch Scheinbaluster und Verdachungen. Vorgarten. | 37471689 |      |
| Weskampstraße 6 53° 9′ 3″ N, 8° 12′ 42″ O   | Wohnhaus                  | Zweigeschossiger, vierachsiger verputzter Massivbau unter Walmdach. An der Nordostseite zurückgesetzter zweigeschossiger Eingangsvorbau unter Krüppelwalmdach. Fassadendekor in Form von horizontalen Putzfugen, Brüstungsfeldern im Obergeschoss und Klötzchenfries an der Traufe. Mittig Dachhaus mit Voluten und Dreiecksgiebel. 1903 von Louis Sievers errichtet.                                                   | 37471711 |      |
| Weskampstraße 8 53° 9′ 3″ N, 8° 12′ 42″ O   | Wohnhaus                  | Zweigeschossiger, verputzter Massivbau unter Walmdach mit mittigem, dreiecksbekrönten Dachhaus. Vierachsige Fassade mit Ziegeln verblendet, geputztes Dekor in Form von Fensterrahmungen und -verdachungen sowie Brüstungsfeldern im Obergeschoss. Vorgarten. 1903 von Heinrich Schelling errichtet. | 37471733 |      |
| Weskampstraße 10 53° 9′ 3″ N, 8° 12′ 41″ O  | Wohnhaus                  | Eineinhalbgeschossiges Giebelhaus unter Satteldach mit mittiger Erschließung in der fünfachsigen Fassade. Vorgarten. 1879 von Zimmermeister Fr. Westerhold errichtet. | 37471755 |      |
| Weskampstraße 12 53° 9′ 2″ N, 8° 12′ 40″ O  | Wohnhaus                  | Eineinhalbgeschossiger verputzter Massivbau auf Sockelgeschoss unter giebelständigem Satteldach. Putzfugen im EG, horizontale Betonung der vierachsigen Fassade durch Verdachungen und Gesimse. Vorgarten. 1880/81 von Theodor Wilhelm Preshuhn errichtet. | 37471777 |      |
| Weskampstraße 14 53° 9′ 2″ N, 8° 12′ 40″ O  | Wohnhaus                  | Zweigeschossiger, verputzter Massivbau auf Sockelgeschoss unter Walmdach. An der Südwestseite zurückgesetzt zweieinhalbgeschossiger Eingangsvorbau unter Satteldach. Fassadendekor in Form von umlaufenden Gesimsen. Vorgarten. 1892 von Johann Diedrich Schelling errichtet. | 37471799 |      |
| Weskampstraße 16 53° 9′ 2″ N, 8° 12′ 39″ O  | Wohnhaus                  | Eineinhalbgeschossiger, verputzter Massivbau auf Sockelgeschoss unter giebelständigem Satteldach. Vierachsige Fassade mit horizontaler Gliederung durch Gesimse und Verdachungen. 1881 von Johann Diedrich Schelling errichtet. Vorgarten. | 37471821 |      |
| Weskampstraße 18 53° 9′ 2″ N, 8° 12′ 38″ O  | Wohnhaus                  | Eineinhalbgeschossiges Giebelhaus unter Satteldach. Fassade mit horizontalen Putzfugen, Erdgeschoss dreiachsig,Obergeschoss vierachsig, Fenster mit horizontalen Verdachungen, umlaufendes Gurtgesims. Vorgarten. 1893 von Johann Bernhard Brinker errichtet. | 37471843 |      |
| Weskampstraße 20 53° 9′ 2″ N, 8° 12′ 38″ O  | Wohnhaus                  | Eineinhalbgeschossiges, verputztes Giebelhaus unter Satteldach. Fünfachsige Fassade mit mittigem Eingang. Dekor in Form von Gesims, Verdachungen, mittleren Fenster im Obergeschoss durch Schmuckgiebel hervorgehoben. Vorgarten. 1892/93 von Architekt Oetken errichtet. | 37471865 |      |
| Weskampstraße 24 53° 9′ 1″ N, 8° 12′ 36″ O  | Wohnhaus                  | Zweigeschossiger Ziegelbau auf Sockelgeschoss unter Walmdach. Ziegelsichtige, gestaffelte Fassade mit Eingang an der Südwestseite in zurückgesetztem Gebäudeteil. Die beiden rechten Achsen vorgezogen unter Satteldach. Fassade mit verputzten Zierelementen. Vorgarten. 1897 von Johann Diedrich Schelling errichtet.                                                                                                 | 37471909 |      |
| Weskampstraße 26 53° 9′ 1″ N, 8° 12′ 35″ O  | Wohnhaus                  | Eineinhalbgeschossiger, verputzter Massivbau auf Sockelgeschoss unter giebelständigem Satteldach. An der Südwestseite zurückgesetzter zweigeschossiger Eingangsvorbau unter traufständigem Satteldach. Vierachsige Fassade mit balkonartigem Vorsprung (Baluster) und Dreiecksverdachungen über den mittleren Obergeschossfenster. Vorgarten. 1896/97 von Johann Diedrich Schelling errichtet.                          | 37471931 |      |
| Weskampstraße 28 53° 9′ 1″ N, 8° 12′ 34″ O  | Wohnhaus                  | Eineinhalbgeschossiger, verputzter Massivbau auf Sockelgeschoss unter giebelständigem Satteldach. An der Südwestseite zurückgesetzter zweigeschossiger Eingangsvorbau unter traufständigem Satteldach. Vierachsige Fassade mit Dekor in Form von Fugenschnitt, profilierte Fensterrahmungen, umlaufende Gesimse und Dreiecksverdachungen im OG. Vorgarten mit bauzeitlicher Einfriedung. 1896 von D. Willers errichtet. | 37471953 |      |
| Weskampstraße 30 53° 9′ 1″ N, 8° 12′ 34″ O  | Wohnhaus                  | Zweigeschossiger, verputzter Massivbau auf Sockelgeschoss unter Walmdach. Dreiachsige Fassade mit Stuckdekor. Zurückgesetzter Eingangsvorbau an der Südwestseite. Vorgarten. 1894 von Johann Diedrich Schelling errichtet. | 37471975 |      |
| Weskampstraße 31 53° 8′ 59″ N, 8° 12′ 34″ O | Altes Pastorat (Wohnhaus) | Zweigeschossiger, verputzter Massivbau auf hohem Sockelgeschoss und unter Walmdach. Fassade mit zweiachsigem Seitenrisalit unter giebelständigem Satteldach; Stuckdekor und Zierfachwerk im Giebel. Nordostecke abgefast, eingeschossiger Erker darüber Loggia. An der Südwestseite niedriges Wirtschaftsgebäude angebaut. 1906 vom Architekturbüro Mönning & Partner errichtet.                                        | 37426812 |      |
| Weskampstraße 31 53° 8′ 59″ N, 8° 12′ 34″ O | Altes Pastorat (Garten)   | | 37419127 | BW   |
| Weskampstraße 32 53° 9′ 0″ N, 8° 12′ 33″ O  | Wohnhaus                  | Zweigeschossiger, verputzter Massivbau auf Sockelgeschoss unter Walmdach. Dreiachsige Fassade mit Stuckdekor. Zurückgesetzter Eingangsvorbau an der Südwestseite. Vorgarten. 1893 von Johann Diedrich Schelling errichtet. | 37471997 |      |
| Weskampstraße 34 53° 9′ 0″ N, 8° 12′ 32″ O  | Wohnhaus                  | Zweigeschossiger verputzter Massivbau auf Sockelgeschoss unter Walmdach. Vierachsige Fassade nur durch Gurtgesims gegliedert. Eingang an der Nordostseite. Vorgarten. 1878 von August Friedrich Töbelmann errichtet. | 37472019 |      |
| Weskampstraße 36 53° 9′ 0″ N, 8° 12′ 32″ O  | Wohnhaus                  | Zweigeschossiger, verputzter Massivbau auf Sockelgeschoss unter Walmdach. Vierachsige Fassade mit Stuckdekor. Zurückgesetzter Eingangsvorbau an der Nordostseite. Vorgarten. 1892 von Johann Brandes errichtet. | 37472041 |      |